# وسام شارة الشرف
وسام شارة الشرف (بالروسية: орден Знак Почёта) هو وسام الدولة ووسام مدني مُنح من قبل الاتحاد السوفيتي. تأسس في 25 نوفمبر 1935.